# 380-kV-Leitung Rommerskirchen–Bürstadt–Hoheneck

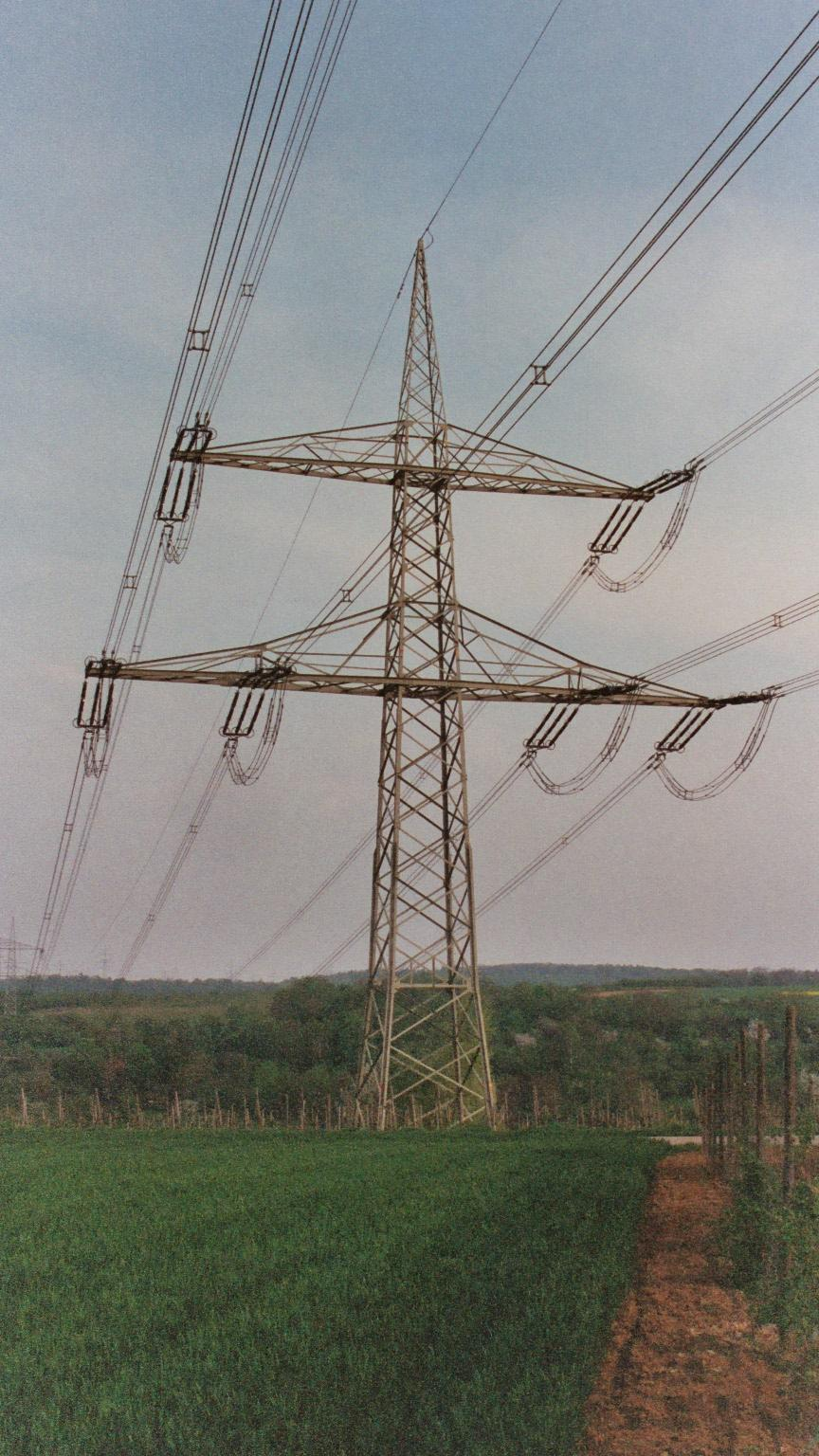
Mast der Leitung Rommerskirchen–Hoheneck

Die 380-kV-Leitung Rommerskirchen–Hoheneck ist eine 341 km lange Drehstrom-Freileitung für 380 kV Spannung, die vom Umspannwerk Rommerskirchen bei Köln zum Umspannwerk Hoheneck bei Stuttgart führt. Sie wurde durch das RWE gebaut und 1957 fertiggestellt. Zum Zeitpunkt ihrer Inbetriebnahme war sie die erste Hochspannungsleitung in Deutschland, die mit einer Spannung von 380 kV betrieben wurde. Die Einführung einer höheren Übertragungsspannung wurde nötig, nachdem Kapazitäten der Braunkohlekraftwerke im rheinischen Revier großflächig ausgebaut wurden und das vorhandene Netz für die Übertragung größerer Energiemengen nicht mehr ausreichte.
Dem Bau dieser Leitung gingen umfassende Versuche auf einem Testgelände in Mannheim-Rheinau voraus, bei denen Masten, Leiterseile, Transformatoren und Beanspruchungen dieser Betriebsmittel unter Realbedingungen in unterschiedlicher Ausführung eingesetzt wurden. Die Erkenntnisse dieser Versuche führten zum Aufbau des heutigen 380-kV-Netzes, von denen zwischen Rommerskirchen und Hoheneck die erste Fernübertragung auf dieser Spannungsebene stattfand. Ausgehend von dieser Leitung entwickelte zuerst das RWE, ab den 1960er Jahren dann auch andere Netzbetreiber in Deutschland, die landesweite Erschließung der Kraftwerks- und Industriestandorte auf dieser nun europaweit standardisierten Höchstspannung.
Auf dem größten Teil der Strecke ist die Leitung, die sich heute im Besitz des Übertragungsnetzbetreibers Amprion als Nachfolgerin der RWE Transportnetz Strom befindet, nach wie vor in Betrieb und bildet ein wichtiges Rückgrat sowohl im deutschen als auch im europäischen Verbundnetz. Entlang der Leitungsstrecke entstanden seit den 1970er Jahren weitere Umspannwerke.

## Geschichte

### Vorangegangene Entwicklung des RWE-Verbundnetzes
Das Rheinisch-Westfälische Elektrizitätswerk – kurz RWE – entstand 1898 als Tochterunternehmen der Lahmeyer AG, versorgte zunächst nur die Stadt Essen mit Strom und entwickelte sich ab 1905 mit dem Erwerb der Braunkohlengrube Berggeist bei Brühl zum überregionalen Energieversorger. Nachdem 1913 das Bergwerk Roddergrube bei Hürth den langfristigen Bezug von Braunkohle sicherte, wurde 1914 das Braunkohlekraftwerk Vorgebirgszentrale in Betrieb genommen, das 1920 in Goldenbergwerk umbenannt wurde. Nach dem Ersten Weltkrieg entwickelte es sich zum leistungsstärksten Kraftwerk Europas. Zu dieser Zeit entstand bereits ein überregionales Netz an Hochspannungs-Freileitungen mit 110 kV Spannung, das sich vom Goldenbergwerk aus zum Erftwerk bei Grevenbroich, dem Kraftwerk Reisholz bei Düsseldorf und weiteren Anlagen im westlichen Ruhrgebiet und Teilen des Bergischen Landes erstreckte. Nur wenige Jahre zuvor ging 1912 zwischen Lauchhammer und Riesa die erste Leitung mit einer Übertragungsspannung oberhalb der 100 kV in Betrieb.
Die weiträumige Expansion des RWE über das Rheinland hinaus begann 1923, als unter dem damaligen technischen Vorstand Arthur Koepchen von der schweizerischen Elektrobank die Mehrheit an der Lahmeyer AG, der vormaligen Muttergesellschaft, übernommen wurde. Da diese in Frankfurt am Main ansässig war und einige Elektrizitätswerke im Umland betrieb, hielt das RWE nun die Mehrheit an einigen Energieversorgungsunternehmen im Südwesten Deutschlands. Namentlich waren das die Main-Kraftwerke AG in Höchst, die Großkraftwerk Württemberg AG in Heilbronn, die Kraftwerk Altwürttemberg AG in Ludwigsburg, die Württembergische Sammelschienen AG in Stuttgart und die Lechwerke AG in Augsburg. Alle Unternehmen betrieben eigene Erzeugungsanlagen, teile Wasser-, teils Steinkohlekraftwerke. Koepchen hatte den Einfall, die darin erzeugte elektrische Energie mit derjenigen der Braunkohlekraftwerke im Rheinland zu koppeln – die im Sommer und Winter unterschiedlichen Erträge der verschiedenen Kraftwerksarten würden sich durch die Kopplung gegenseitig ausgleichen, was eine jederzeit konstante Energieversorgung ermöglichen würde.
Bereits zu diesem Zeitpunkt war klar, dass die bisher angewendeten 110 kV Spannung auf den Leitungsstrecken nicht mehr ausreichen würden. Das RWE baute daher eine Testleitung zwischen Ronsdorf und Letmathe, die mit 220 kV Spannung beaufschlagt wurde. Die Erkenntnisse, die beim Betrieb dieser Leitung gewonnen wurden, flossen in den Entwurf des Leitungssystems mit ein, mit dem Rheinland und Süddeutschland gekoppelt werden sollte. Nachdem Ende 1923 sogar die Übernahme von Wasserkraftprojekten an der Ill im Vorarlberg in Aussicht gestellt worden war, plante man eine weitere Erhöhung der Betriebsspannung: Statt 220 kV sollte die Leitung für 380 kV Spannung – eine bis dahin noch nirgends erreichte Übertragungsspannung – ausgelegt, aber zunächst auf der niedrigeren Spannungsebene von 220 kV betrieben werden. Abschnittsweise ging die Leitung ab 1926 in den Probebetrieb, ehe am 17. April 1930 der Verbundbetrieb zwischen rheinischer Kohle- und alpiner Wasserkraft aufgenommen wurde.
Herzstück des RWE-Höchstspannungsnetzes, das sich schließlich von Ibbenbüren über das gesamte Rheinland, Südhessen und Teile Württembergs bis nach Vorarlberg und in den Südschwarzwald erstreckte, was die Umspannanlage Brauweiler mit ihrer Hauptschaltleitung, die das gesamte Netz überwachte und regelte. Brauweiler war zum Zeitpunkt der Inbetriebnahme die größte Umspannanlage der Welt.

### Gründung der Deutschen Verbundgesellschaft
Trotz Zerstörungen im Zweiten Weltkrieg konnte der Verbundbetrieb im RWE-Netz schnell wieder aufgenommen werden, insbesondere im linksrheinischen Gebiet, das wegen der Braunkohlekraftwerke von strategischem Wert war, lief der Betrieb auf provisorischen Aufbauten schnell wieder an. Bis 1948 wurden letzte Kriegsschäden beseitigt und das Netz war wieder vollumfänglich in Betrieb. Im November 1948 wurde auf Initiative des RWE und ihres damaligen Vorstands Heinrich Schöller die Deutsche Verbundgesellschaft (DVG) gegründet, die mit Planungen für ein westdeutsches Höchstspannungs-Verbundnetz beauftragt wurde. Die Situation vor dem Krieg und der damit einher gingenden Zentralisierung durch die Nationalsozialisten bestand darin, dass die Netze des RWE, der PreußenElektra und der Elektrowerke (EWAG) zwar auf der 220-kV-Ebene miteinander verbunden waren, die Energieversorger allerdings selbst nur ihren Teil des Netzes beaufsichtigten.
Da mit der schrittweisen Abriegelung der sowjetischen Besatzungszone, die im Oktober 1949 in der Gründung der beiden Deutschen Staaten ihren vorläufigen Höhepunkt fand, der Großteil des EWAG-Netzes auf DDR-Gebiet lag, konzentrierte sich das Verbundnetz-Vorhaben nur auf die westlichen Besatzungszonen, auf deren Gebiet mit Verkündung des Grundgesetzes am 23. Mai 1949 die Bundesrepublik Deutschland entstand. Dementsprechend bestanden ihre Gründungsmitglieder nur aus den größten westdeutschen Energieversorgern RWE, PreußenElektra, Vereinigte Elektrizitätswerke Westfalen (VEW), Badenwerk, Energie-Versorgung Schwaben (EVS), Bayernwerk und Hamburgische Electricitäts-Werke (HEW). Ein Jahr später, im Jahr 1949, traten schließlich auch die BEWAG, die das nach der Berlin-Blockade vom umliegenden DDR-Gebiet weitgehend isolierte West-Berlin im Inselbetrieb versorgte, und die EWAG mit ihrer auf westdeutschem Gebiet verbliebenen Infrastruktur bei.
Schöllers Ambitionen, die westdeutschen Energieversorger unter einem Dach zu bündeln, waren der erste Schritt hin zur Einführung eines Höchstspannungsnetzes mit 400 kV Spannung. Ausschlaggebend für ein derartiges Projekt war 1949 die Gründung der Organisation für europäische wirtschaftliche Zusammenarbeit (OEEC) in Paris: Um Investitionen aus dem Europäischen Wiederaufbau-Programm (Marshallplan) bedarfsmäßig einzusetzen, überprüfte die OEEC den Ausbau von Kraftwerkskapazitäten, der dem jeweiligen Strombedarf entsprechen sollte. Die geforderte verstärkte grenzüberschreitende Zusammenarbeit führte 1951 zur Gründung der UCPTE. Der Übergang auf höhere Spannungen als die bislang genutzten 220 kV aufgrund der größeren Übertragungsstrecken schien unausweichlich.

### Geplantes europäisches Höchstspannungsnetz und Festlegung der Spannungsebene
Nicht nur in Deutschland, auch in einigen europäischen Nachbarstaaten gab es kurz nach Kriegsende Pläne für ein neues Höchstspannungsnetz mit noch höherer Spannung als bislang angewandt. In Frankreich wurden schon Anfang der 1950er Jahre einige Leitungen auf Mastgestängen verlegt, die für eine höhere Spannung dimensioniert und isoliert wurden. Zu diesen gehörte auch eine 1951 fertiggestellte Leitung, die von Laneuveville bei Nancy nach Dillingen im damals autonomen und wirtschaftlich an Frankreich angeschlossenen Saarland führte. Über diese Leitung bestand eine Verbindung ans Übertragungsnetz des RWE auf der 220-kV-Ebene.
Im Jahr 1952 ging in Schweden schließlich die erste 380-kV-Freileitung weltweit in den Regelbetrieb: Die 800 km lange Verbindung führte vom nordschwedischen Wasserkraftwerk Harsprånget über Midskog nach Hallsberg. In den 1950er und 1960er Jahren entwickelte sich hieraus ein 380-kV-Verbundnetz mit einer Gesamtlänge von etwa 5800 Kilometern. Auch in Frankreich wurde 1953 eine für 400 kV ausgelegte Freileitung errichtet, die zwischen Saint Vulbas und Grande-Île bei Lyon gebaut wurde. Die Umstellung dieser Leitung von 225 auf 400 kV erfolgte jedoch erst 1961.
Das Mitte der 1950er Jahre geplante Wasserkraftprojekt Yougelexport, bei dem Wasserkraft in Jugoslawien den europäischen Markt mit elektrischer Energie beliefern sollte, war dann eines der ersten Vorhaben für die großflächige Anwendung eines neuen Höchstspannungsnetzes. Verhandlungen der Internationalen Elektrotechnischen Kommission (IEC) legten für dieses Netz europaweit 380 kV als Standard fest, was einer Betriebsspannung von 400 bis 420 kV entspricht. Das Projekt wurde aus politischen Gründen allerdings zu keinem Zeitpunkt mehr verwirklicht.
Die Pläne des RWE aus den 1920er und insbesondere den 1930er Jahren, die einen weiträumigen Netzausbau auf bis zu 400 kV Spannung (380 kV nach Standard der IEC) vorsahen, wurden im Zuge der Vereinsgründung zusammen mit ihren Mitgliedern wieder aufgenommen. Für das neue 380-kV-Netz in Deutschland plante man seitens des RWE mehrere Varianten: Neben dem Neubau eines zweiten Netzes zur 220-kV-Ebene wurde in Betracht gezogen, bestehende 220-kV-Leitungen für den Betrieb mit 380 kV umzurüsten. Dabei sollten auf den bestehenden Masten, in der Regel waren dies Tannenbaummasten, beide 220-kV-Kreise durch einen einzelnen 380-kV-Kreis ersetzt werden, der versetzt auf den Traversen angeordnet werden sollte. Man erwartete bei gleichbleibenden Kosten eine Leistungssteigerung von 600 MW bei vier 220-kV-Kreisen auf 1200 MW bei zwei 380-kV-Kreisen. Der Halbierung der Stromkreise würde bei etwa gleich breiter Trasse eine Verdoppelung der Übertragungsleitung entgegenkommen.

### 400-kV-Versuchsanlage Rheinau

#### Gründung der 400-kV-Forschungsgemeinschaft
Da bisher noch keinerlei Erfahrungen mit dem tatsächlichen Betrieb von Übertragungen mit dieser Spannung vorlagen – das für 380 kV konzipierte Verbundsystem des RWE wurde nur mit 220 kV betrieben – sollten zunächst im Rahmen eines groß angelegten Feldexperiment grundlegende Fragen geklärt und Erkenntnisse gesammelt werden.
Am 8. September 1950 gründete die DVG zusammen mit Vertretern von Herstellern energietechnischer Betriebsmittel die 400-kV-Forschungsgemeinschaft. Ihr erster Leiter war Guntram Lesch, Professor an der TH Karlsruhe und Leiter des dortigen Institut für Elektroenergiesysteme und Hochspannungstechnik. Folgende Firmen und Institutionen waren Teil der DVG:
| Energieversorgungsunternehmen | Maschinen- und Anlagenbauer | Wissenschaftliche Mitarbeit                                                                                             |
| --- | --- | --- |
| Badenwerk, Bayernwerk, Bewag, Elektrowerke, Energieversorgung Schwaben, Hamburgische Electricitäts-Werke, PreußenElektra, RWE, Vereinigte Elektrizitätswerke Westfalen | AEG, Brown, Boveri & Cie., Siemens-Schuckertwerke, Osnabrücker Kupfer- und Drahtwerke, Vereinigte Deutsche Metallwerke, Felten & Guilleaume, Kronacher Porzellanfabrik, Rosenthal-Isolatoren, Steatit-Magnesia, Wessel-Draeger | Institut für Elektroenergiesysteme und Hochspannungstechnik, TH Karlsruhe, Studiengesellschaft für Hochspannungsanlagen |

Sitz der DVG war Heidelberg, die experimentellen Aufbauten der Forschungsgemeinschaft wurden allerdings auf einem Gelände im Mannheimer Dossenwald angesiedelt, das 1950 seitens der Stadt zur Verfügung gestellt wurde. Mannheim bot sich als idealer Standort für die Versuchsanlage an: Mehrere Unternehmen aus dem Bereich der Energietechnik (Brown, Boveri & Cie., Siemens-Schuckertwerke, Südkabel) hatten ihren Sitz oder eine große Niederlassung in der Stadt und das Umspannwerk Mannheim-Rheinau in unmittelbarer Nähe zum Testgelände war ein wichtiger Knotenpunkt im Höchstspannungsnetz, da es das RWE-Netz mit dem des Badenwerks verband. Zudem war das zugewiesene Gelände im Dossenwald
wenig bewirtschaftet, was Umbaumaßnahmen erleichterte.

#### Errichtung und Aufbau der Anlage
Im September 1951 konnte mit dem Bau der Testanlage begonnen werden, die am 28. März 1952 erstmals in den Probebetrieb ging. Erst im Januar 1953 starteten die eigentlichen Versuche, da die Messanlage aufwändig montiert und kalibriert werden musste.
Die Testanlage im Dossenwald bestand in ihrem Endausbau aus zwei Freileitungen, von denen eine 2,1 km, die andere 1 km lang war. Die Station mit ihren Messeinrichtungen befand sich am südöstlichen Ende, wo beide Freileitungen einmündeten, und bot aufgrund ihrer leicht erhöhten Lage einen Überblick über alle Aufbauten. Zur Versorgung der Testaufbauten wurde eine 10-kV-Leitung installiert, die ihre Spannung aus einem Transformator bezog, der an die 110-kV-Leitung des RWE, die von Rheinau entlang der Neckarkraftwerke zum Umspannwerk Hoheneck führte. Die Hochspannugnsgeräte, wie beispielsweise der Regeltransformator und die Prüftransformatoren, von denen jede Phase einzeln an einen angeschlossen war, waren halbkreisförmig um die Station herum aufgebaut. Die für Hochspannungsanlagen erforderlichen Schalter und die Aufbauten für die Eigenversorgung waren innerhalb des Gebäudes installiert.
Die längere Testleitung, 1951 als erste erbaut, besaß sieben Masten im Abstand von durchschnittlich 350 m, von denen vier Tragmasten, zwei Abspannmasten und einer ein Endmast war. Die Mastgestänge waren als Stahlgitterkonstruktionen ausgeführt, an denen Traversen in unterschiedlichen Anordnungen montiert werden konnten. Zwei der Tragmasten wurden von der schweizerischen Firma Motor-Columbus geliefert, deren Bauart (Rohrgittermast mit Rüttelbeton-Einzelfundamenten) bei den meisten Freileitungen in der Schweiz angewendet wurde. Nacheinander wurden verschiedene Konfigurationen von Traversen montiert: Zunächst drei versetzt platzierte Halb-Traversen für die Aufnahme eines Stromkreises – der Anordnung für den geplanten Umbau bestehender 220-kV-Strecken auf 380 kV – ab 1954 folgten Tonnen- und im Frühjahr Donaumast-Anordnungen für zwei Stromkreise.
Bei Installation letzterer stellten die Siemens-Schuckertwerke einen eigens entwickelten Mast als Tragmast auf, der aus mit Beton ausgefüllten Stahlrohren als Eckstiele und Untergurte sowie filigranen Diagonalverbindungen aufgebaut war. Einige wenige Leitungen wurden in den 1950er Jahren in Deutschland auf solchen Masten errichtet, etwa die Bahnstromleitung von Mainz nach Bingen.
Neben den Anordnungen wurde auch die Ausführung der Leiterseile testweise mehrmals geändert. Erstmals an einer Hochspannungsanlage wurden Mehrfachseile verwendet. Installiert wurden Viererbündel aus Stahl-Aluminium-Seilen, Zweierbündel und schließlich Einfach-Hohlseile, wie sie bereits im 220-kV-Netz zur Anwendung kamen. Im Jahr 1957 wurde diese Leitung zur Hälfte abgebaut und in einem nächsten Schritt getestet, ob der Betrieb mit 380 kV auf Teilstücken des RWE-Netzes möglich ist, die 1929 für diese Spannungsebene vorausschauend gebaut wurden. Auf 850 m Länge wurde ein Leitungsstück auf Tonnenmasten der Nord-Süd-Leitung und je einem Stromkreis mit Einzel-Hohlseilen bzw. Zweierbündelleitern belegt. Die Frage, ob ein 380-kV-Betrieb auch auf diesen deutlich kleiner dimensionierten Leitungen möglich ist, konnte bestätigt werden.
Die zweite Testleitung mit einer Länge von 1 km und vier Masten, die in einem Abstand von etwa 334 m zueinander standen, wurde von Mai bis Juni 1953 errichtet. Sie wurde auf Portalmasten mit zwei Schäften verlegt, ähnlich den in Schweden angewendeten Masten, und trug ein einzelnes System. Auf diesem wurden in erster Linie Einzelleiter in Form von Hohlseile, aber auch Zweierbündel, getestet. Die Portalmasten waren vorgesehen für Freileitungsabschnitte mit raueren Wetterbedingungen – angedacht war etwa die Querung der Schwäbischen Alb.

### Einführung der neuen Spannungsebene

#### Leistungssteigerung in den rheinischen Braunkohlekraftwerken
Mitte der 1950er Jahre führte der infolge des Wirtschaftswunders gestiegene Strombedarf zusammen mit der Weiterentwicklung der Kraftwerkstechnik zu einem starken Anstieg der im rheinischen Revier erzeugten elektrischen Energie. Die nun verbauten Hochdruckkessel hielten einem höheren Druck stand als die vorher eingesetzten, wodurch sich der Wirkungsgrad der Kraftwerke erhöhte. Zudem begann man, die heizwertärmere Braunkohle aus dem nördlichen Teil des rheinischen Reviers zu erschließen, diese ausschließlich zur Verstromung zu nutzen und nicht, wie bisher üblich, den größten Teil zu Briketts zu verarbeiten.
Schon im Oktober 1952, als die 380-kV-Ebene in Deutschland lediglich im Testbetrieb gefahren wurde, richtete das RWE erstmals eine Übertragung mit Spannungen jenseits der bisher verwendeten 220 kV ein: Auf dem 253 km langen Abschnitt der Nord-Süd-Leitung zwischen Brauweiler und Mannheim-Rheinau wurde ein Stromkreis auf 300 kV umgestellt. Hierzu mussten in den beiden Umspannwerken neue Transformatoren installiert und die Isolatoren an den Leitungsmasten ertüchtigt werden – hierfür wurden die Isolatorketten um zwei bis drei Glieder erweitert. Die Anordnung hatte eher provisorischen Charakter, die bis zur erstmaligen Einschaltung der 380-kV-Ebene im Übertragungsnetz beibehalten wurde.
Ein neues Braunkohlekraftwerk in Weisweiler bei Düren mit zwei Turbinen je 100 MW Leistung ging im Winter 1954 in Betrieb, das Kraftwerk Fortuna in Oberaußem-Fortuna wurde bis 1956 um zwei Turbinen mit je 100 MW Leistung erweitert und übertraf in seiner Leistung damit das Goldenbergwerk als bislang größtes Kraftwerk im rheinischen Revier. Zudem begann im April 1954 der Bau des Kraftwerks Frimmersdorf bei Grevenbroich, das zwei Turbinen mit je 100 MW und zwei mit je 150 MW Leistung erhielt. Die Kölnische Rundschau bezifferte in einer Sonderausgabe vom 27. März 1956 die gesamte Stromerzeugung aus rheinischer Braunkohle im Jahr 1955 auf 13,4 Milliarden kWh, die auf über 20 Milliarden kWh gesteigert werden sollten. Um die großen Energiemengen wirtschaftlich zu den Verbrauchern zu verteilen, errichtete das RWE im Zuge der Kraftwerks- und Kesselneubauten einige Freileitungen, die bereits für eine Spannung von 380 kV ausgelegt wurden, aber zunächst auf der seit nunmehr 25 Jahren bewährten 220-kV-Ebene betrieben wurden.

#### Das erste 380-kV-Leitungsstück entsteht
Unter der Bezeichnung „Brauweiler II“ wurde im Herbst 1954 die Umspannanlage Rommerskirchen in einer ersten Ausbaustufe mit 220 kV in Betrieb genommen. Konzipiert war die Anlage von Beginn an als zentrale Verteilerstation der in den umliegenden Kraftwerken erzeugten elektrischen Energie sowohl auf der 380- als auch auf der 220-kV-Ebene. Leitungen, die für die höchste Spannungsebene ausgelegt waren, führten von Frimmersdorf, Weisweiler und Fortuna nach Rommerskirchen.
Zusammen mit dem neuen Umspannwerk errichtete das RWE im Jahr 1954 nun auch das erste Freileitungsstück, das für 380 kV Spannung dimensioniert war. Dieses führte von Rommerskirchen aus zum Umspannwerk Brauweiler, wo es an das bestehende 220-kV-Netz angebunden war. Man entschied sich, eine Doppelleitung zu bauen und verendete als Mastform den Donaumast, obwohl erst im selben Jahr die Testleitung an der Versuchsanlage in Rheinau auf Donaumasten umgerüstet wurde. Diese Leitung war bereits als erstes Teilstück für die neue Nord-Süd-Höchstspannungsleitung vorgesehen.
Im Jahr 1955 erhielt die Hauptschaltleitung Brauweiler eine neue Schaltwarte in einem extra dafür neu errichteten Gebäude. Gleichzeitig wurde das Übertragungsnetz in zwei Regelbereiche geteilt und eine zweite Schaltleitung, die am Umspannwerk Hoheneck angesiedelte Gruppenschaltleitung Süd, ging in Betrieb. Diese wurde nötig, um die Übersichtlichkeit im ausgedehnten und punktuell sehr engmaschigen Leitungsnetz zu bewahren.

### Bau der Leitung
Die Bauarbeiten an der Fortführung der Leitung von Brauweiler bis nach Hoheneck wurden, nach über sechs Jahren Vorbereitungsarbeit, 1957 vom RWE beauftragt und von Siemens, AEG und BBC ausgeführt. Sie verfügt durchgehend über zwei Stromkreise und verwendet Viererbündel als Leiter. Die RWE-Donaumasten der ersten Generation unterscheiden sich im Erscheinungsbild geringfügig von heute neu gebauten durch eine auffällige Abknickung in der Verstrebung der unteren Traverse.
Mit Stand März 1956 vermeldete die Kölnische Rundschau in ihrer Sonderausgabe, dass das 380-kV-Leitungsstück von Brauweiler aus schon über Koblenz bis Rheinau verlängert wurde und mit zwei 220-kV-Kreisen in Betrieb genommen wurde. Nach umfangreichen Schaltversuchen wurde die Leitung am 5. Oktober 1957 auf ihrer gesamten Länge bis Hoheneck dem Normalbetrieb übergeben, wobei zunächst nur einer der beiden Stromkreise auf 380 kV geschaltet wurde. In Rommerskirchen und Hoheneck kamen je drei Transformatoren mit 660 kVA Leistung zum Einsatz. Außerdem bestand zwecks (n – 1)-Kriterium je ein Reservesatz an Transformatoren. 
Der zweite Kreis, der mit 220 kV betrieben wurde, beinhaltete die Sektionen Rommerskirchen–Brauweiler, Brauweiler–Koblenz, Koblenz–Rheinau und Rheinau–Hoheneck. Erst ab 1964 wurde auch der zweite Stromkreis mit 380 kV betrieben, als man auf den Leitungsstrecken Hoheneck–Herbertingen und Herbertingen–Tiengen der Nord-Süd-Leitung ebenfalls einen Stromkreis auf 380 kV umstellte. Seitdem wurden die Umspannwerke entlang der Trasse nicht mehr angeschlossen, zumal in der Regel weitere 220-kV-Leitungen parallel verliefen (siehe Bilder).
Die Einführung der 380-kV-Spannungsebene steigerte die Leistungsfähigkeit der Stromtransportwege auf das Vierfache und sicherte so die Funktionsfähigkeit der Verbundwirtschaft im großen Raum. Erstmals wurden in Deutschland Viererbündel als Leiterseile eingesetzt, eine damals generell neue Entwicklung: Die erste Leitung überhaupt, die mit (Zweier-)Bündelleitern ausgerüstet wurde, ging 1953 in Italien in Betrieb. Vor dem Zweiten Weltkrieg waren Leitungen mit Spannungen oberhalb von 110 kV, dies waren im Wesentlichen die 220-kV-Leitungen des RWE, der PreußenElektra und der EWAG, mit Kupfer-Hohlseilen mit einer im Vergleich zu konventionellen Vollseilen größeren Leiteroberfläche gebaut worden. Die Viererbündel auf der Leitung Rommerskirchen–Hoheneck bestanden dagegen aus einer Aluminium-Stahl-Kombination mit 240 mm² Querschnittsfläche und einem Leiterabstand von je 400 mm bei quadratischer Anordnung. Die natürliche Leistung der Leitung wurde mit 1,2 Millionen kW (1,2 GW) angegeben. Damit galt sie zum Zeitpunkt ihrer Errichtung als modernste und leistungsfähigste Hochspannungsanlage der Welt.

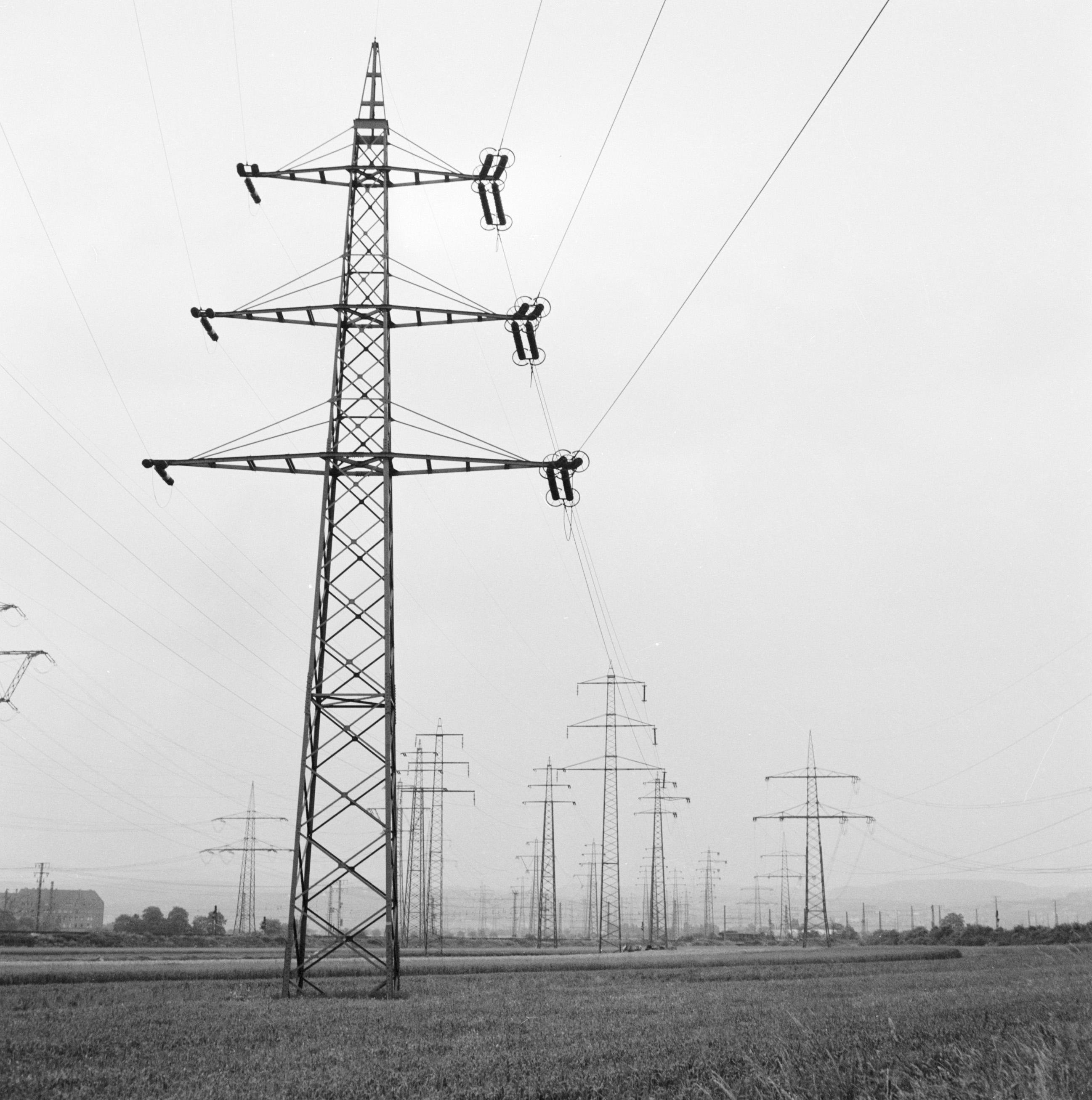
Freileitungen am Umspannwerk Koblenz im Jahr 1955, ganz links und ganz rechts die nach Brauweiler bzw. Rheinau führenden Äste der gerade neu gebauten 380-kV-Leitung
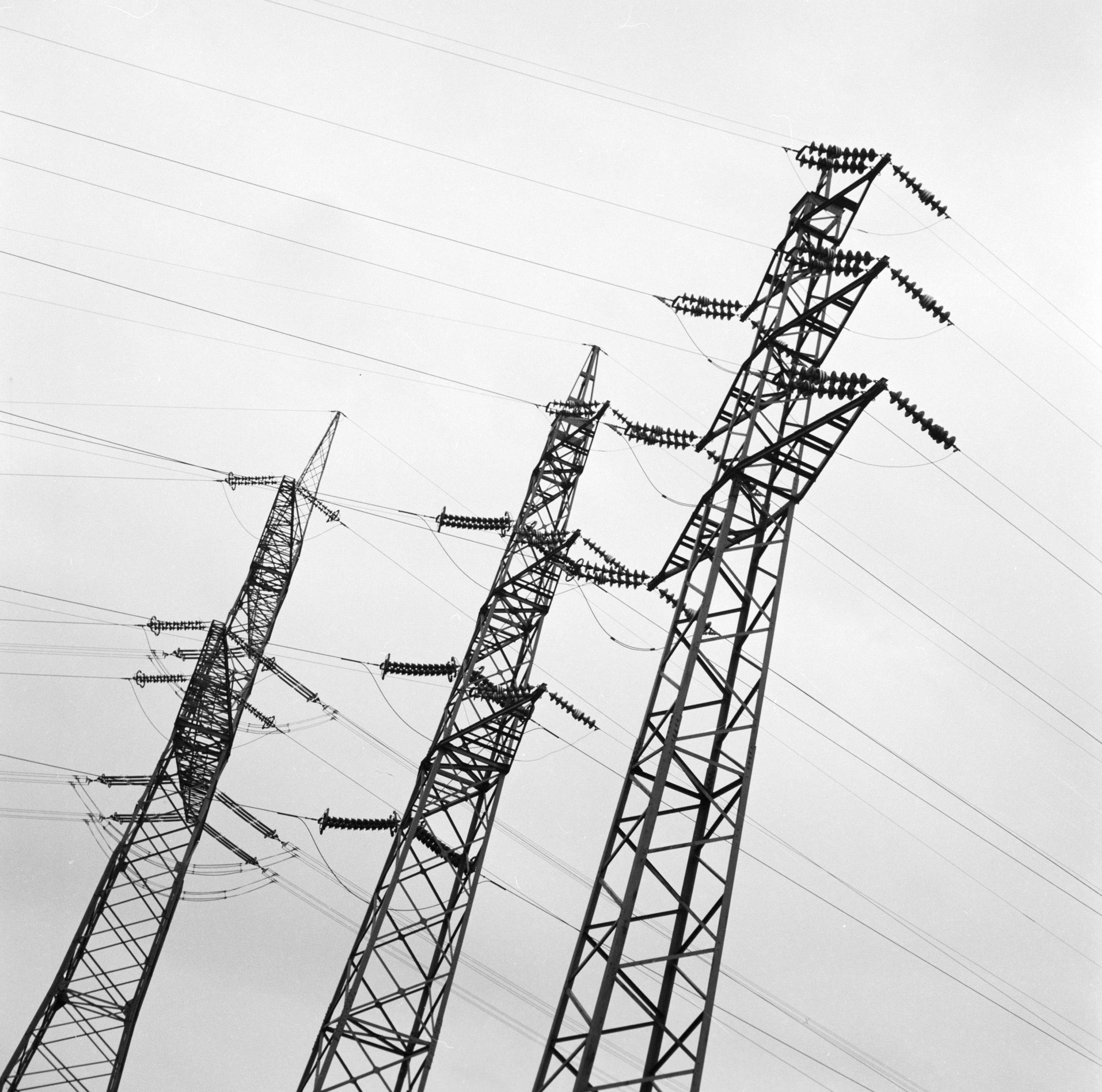
Links ein Abspannmast der Leitung, bei dem die jeweils einseitige Isolation auf 220 kV und 380 kV (Langstabisolatoren) erkennbar ist.

### Umbauten und Verlegungen der Trasse
Im Laufe der Jahre wurden am Leitungsverlauf einige Änderungen vorgenommen. Größtenteils stehen noch die Originalmasten, nur in einigen kürzeren Abschnitten folgt die Leitung nicht mehr ihrem ursprünglichen Verlauf.

#### Meckenheim
Obwohl der Abschnitt von Rommerskirchen nach Koblenz fast durchgehend parallel im vorhandenen Trassenraum der Nord-Süd-Leitung verläuft, war dies im Stadtgebiet von Meckenheim früher nicht der Fall: Die Nord-Süd-Leitung umlief die Stadt westlich und südlich, die 380-kV-Leitung nördlich und östlich. Als in den 1970er Jahren städtebauliche Entwicklungsmaßnahmen vorgenommen wurden, die eine neue Stadt zwischen der Kernstadt und dem mittlerweile eingemeindeten Merl entstehen ließen, musste die Leitung umverlegt werden. Auf dem heute parallel zur Nord-Süd-Leitung (bzw. heute der auf 380 kV umgebauten Leitung) führenden Abschnitt wurden statt der sonst üblichen Donaumasten Tonnenmasten errichtet, die weniger Breite benötigen. Auf einem Teil der ursprünglichen Trasse wurde auf den Originalmasten eine 110-kV-Leitung neu verlegt, die ein Umspannwerk in Merl anbindet. Dass der Verlauf geändert wurde, erkennt man auch an den originalen Donaumasten vor dem Übergang auf die Tonnenmasten, die gegenüber der Leitungsrichtung verdreht sind. Früher waren dies die Abspannmasten zur Richtungsänderung.

#### Weißenthurm–Metternich
In den 1970er und 1980er Jahren baute die RWE nordwestlich von Koblenz das Kernkraftwerk Mülheim-Kärlich. Zur Einspeisung des Atomstromes entstand wenige Kilometer südwestlich bei Weißenthurm eine große Umspannanlage, die über alle in Deutschland üblichen Spannungsebenen verfügt und von Westen her direkt an die Leitung angebunden wurde. Es entstand eine für vier Stromkreise ausgelegte 380-kV-Leitung, die von Weißenthurm in südliche Richtung unmittelbar am Autobahnkreuz Koblenz vorbeiführt und an der Anschlussstelle Koblenz-Metternich der A 61 wieder auf den alten Verlauf der Leitung trifft. Zwei Stromkreise bilden hierbei die durchgehende Relation in Richtung Hoheneck, ein dritter 380-kV-Stromkreis zweigt ab auf den alten Verlauf der Leitung zum Wallersheimer Umspannwerk. Dafür wurde ein 380-kV-System der Donaumasten demontiert. Auch auf dem alten Verlauf von Weißenthurm direkt nach Wallersheim gibt es heute nur noch ein 380-kV-System. Insgesamt stehen daher heute zwei Stromkreise dieser Spannungsebene zwischen Weißenthurm und Wallersheim zur Verfügung. Der vierte Stromkreis auf der Leitung wird mit 220 kV betrieben und zweigt ebenfalls an der A 61 auf eine ursprünglich in Wallersheim beginnende Leitung ins Saarland ab, die ursprünglich bis nach Frankreich reichen sollte.

#### Anschluss an Umspannwerk Rosengarten
Ein weiteres Kernkraftwerk wurde Anfang der 1970er in Südhessen bei Biblis errichtet. Dessen Leistung wurde in eine für vier Stromkreise von 380 kV ausgelegte Leitung eingespeist, die vom Rhein-Main-Gebiet her zum Amperion 380-kV-Umspannwerk Rosengarten in Lampertheim verläuft. Hier wurde auch die Leitung Rommerskirchen–Hoheneck angebunden. Im Bereich der Leitungsverlegung wurden Donaumasten errichtet, die sich optisch geringfügig von den Originalmasten unterscheiden. Zwischen den beiden Leitungsverschwenkungen steht noch heute ein nicht benutzter Originalmast.

## Verlauf
Die Leitung ist betriebstechnisch in vier Abschnitte unterteilt, die vom Netzbetreiber mit je einer vierstelligen Nummer, der sogenannten Bauleitnummer, gekennzeichnet sind. In der Regel wechseln die Abschnitte an den (zum Bauzeitpunkt mit errichteten oder geplanten) Umspannwerken der Leitung. Umspannwerke, die erst nachträglich in der Leitungstrasse errichtet wurden, etwa Bürstadt, werden bei der Nummerierung nicht berücksichtigt, hier kann dieselbe Leitungstrasse durch die beidseitige Einführung ins Umspannwerk zweigeteilt sein.

### Rommerskirchen–Koblenz
Die Leitung führt von ihrem Beginn im Umspannwerk Rommerskirchen nach Südosten, später nach Osten weg, zusammen mit weiteren 220- und 380-kV-Freileitungen. Südlich von Stommeln folgt eine Richtungsänderung nach Süden und führt anschließend unmittelbar östlich am Umspannwerk Brauweiler vorbei. Ab dort folgt bis Koblenz ein durchgehender Verlauf parallel zur Nord-Süd-Leitung bzw. ihrer seit 2010 durch eine 380-kV-Leitung ersetzten Trasse. Bis Frechen, wo die BAB 4 überquert wird, verlaufen außerdem noch zwei weitere Leitungen zum Goldenbergwerk im Trassenband. Nach Südosten führend, wird die BAB 1 über- und Hürth durchquert. Ein weiteres Trassenband mit Leitungen vom Goldenbergwerk beginnt östlich von Brühl und endet am Umspannwerk Sechtem. Hier ist die 380-kV-Leitung auch zum ersten Mal unterbrochen.
Südlich des Umspannwerks Sechtem beginnt die Leitung erneut und durchquert in nun südliche Richtung die westlichen Stadtteile von Bonn und den Kottenforst. Bei Meckenheim folgt ein wieder nach Südosten führender Verlauf, über die BAB 565, die Landesgrenze zu Rheinland-Pfalz und abschnittsweise parallel zur BAB 61. Im hügeligen Voreifelgebiet führt sie durch mehrere Täler, unter anderem das breite Ahrtal. Auffällig ist die Überspannung des Brohltals, da die Masten an beiden Enden des Spannfelds rot-weiß gestrichen sind. Bei Andernach wird das hügelige Gebiet verlassen und das Koblenz-Neuwieder Becken erreicht. Im Umspannwerk Weißenthurm ist die Leitung das zweite Mal unterbrochen. Das Umspannwerk wurde beim Bau des Kernkraftwerks Mülheim-Kärlich angelegt, im Zuge dessen entstanden einige neue 380-kV-Verbindungen. Während die 380-kV-Leitung ursprünglich am Umspannwerk Koblenz vorbeigeführt wurde, führt diese Verbindung heute auf direkterem Weg am Autobahnkreuz Koblenz vorbei.
Östlich von Weißenthurm setzt sich die ursprüngliche Leitung weiter nach Osten fort, führt an Mülheim-Kärlich vorbei über die BAB 48 und die Linke Rheinstrecke zum Umspannwerk Koblenz. Dort endet der parallele Verlauf zur Nord-Süd-Leitung – letztere führt über den Rhein ins Rhein-Main-Gebiet, seit Anfang der 1980er Jahre als 380-kV-Leitung auf erneuerten Masten.

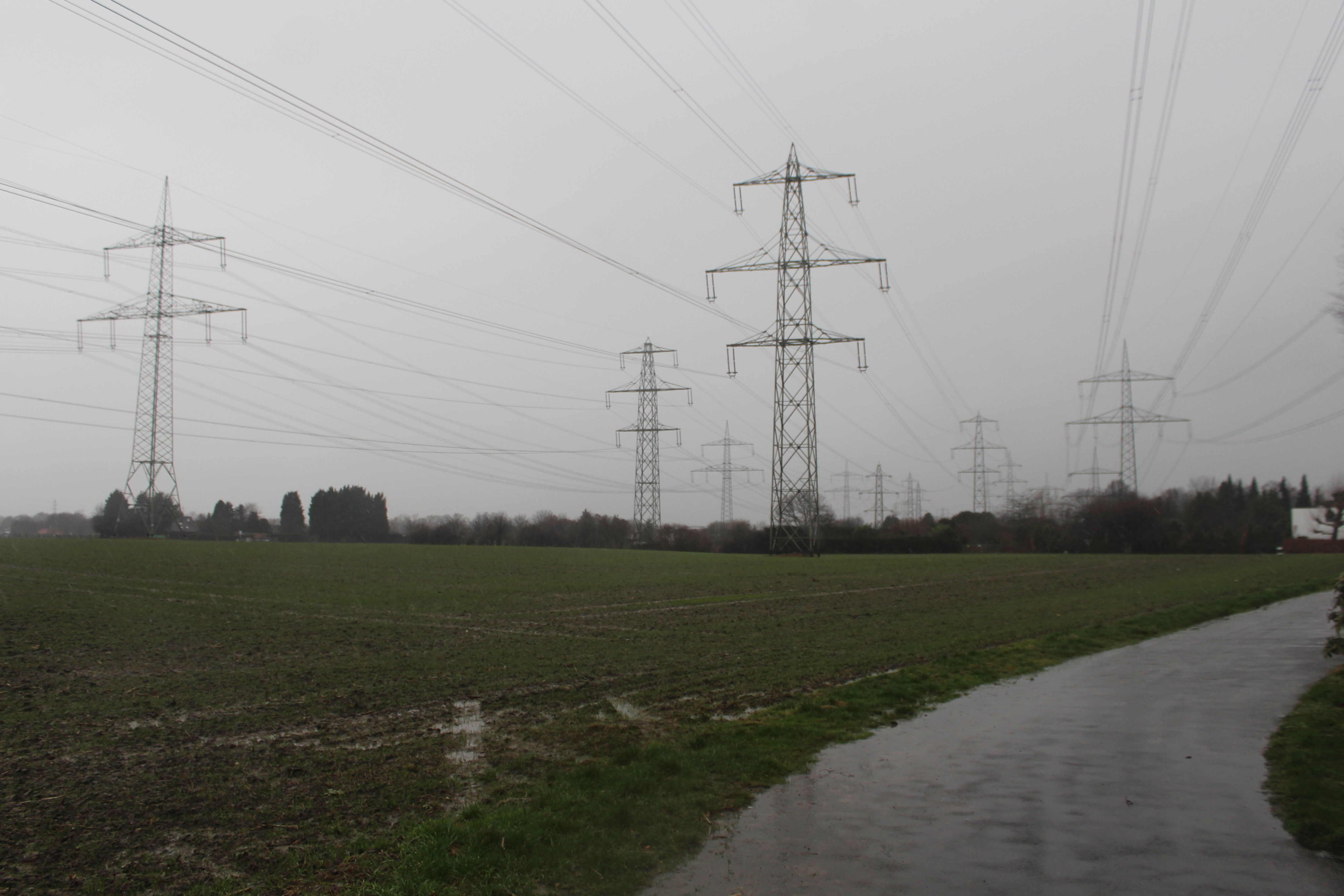
Bei Frechen (Leitung ganz rechts)
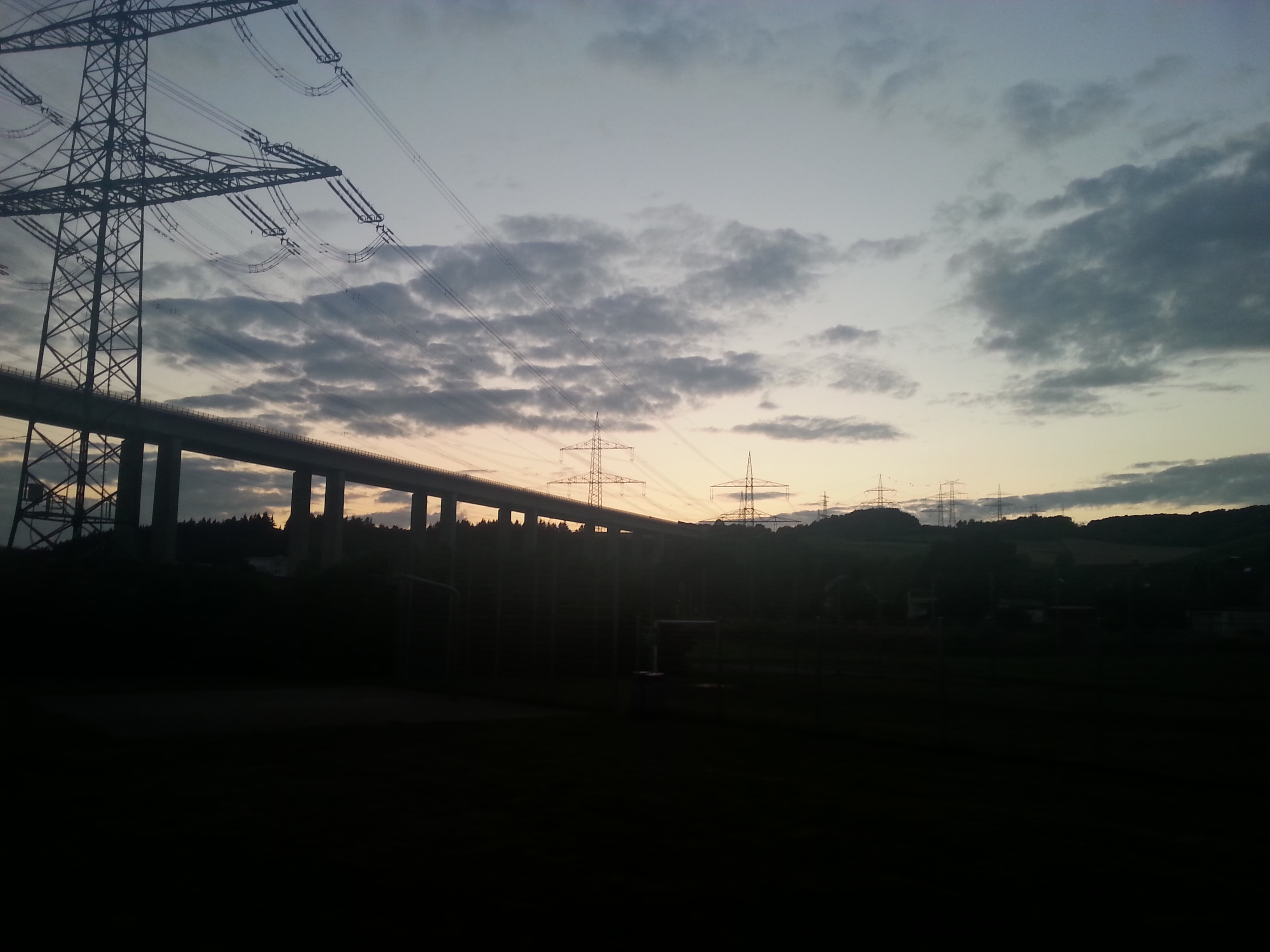
Querung des Ahrtals bei Bengen

### Koblenz–Windesheim
Vom Umspannwerk Koblenz führt die Leitung im selben Trassenband wie dem des von Rommerskirchen her kommenden Abschnitts, über die Linke Rheinstrecke, an Metternich vorbei nach Westen. Aufgrund des Bundeswehrzentralkrankenhauses mit seinem Hubschrauberlandeplatz, das sich unmittelbar an der Leitung befindet, sind einige Masten rot-weiß gestrichen. In Höhe der BAB 61 trifft die alte auf die neue Trasse – erstere verfügt nur über einen Stromkreis, der über die neue Leitung ins Umspannwerk Weißenthurm geführt wird.
Der weitere Verlauf nach Süden führt nun größtenteils parallel zur BAB 61 und überquert bei Winningen die Mosel mit ihrem tief eingeschnittenen Tal. Hierfür werden drei Masten verwendet, die rot-weiß gestrichen sind – je ein Mast steht am nördlichen bzw. südlichen Ende des Tals, ein dritter Mast steht im Talboden am südlichen Ufer der Mosel. Südlich der Mosel wird der Hunsrück erreicht, der zusammen mit einer 110-kV-Drehstrom und Bahnstromleitung durchquert wird. Bei Waldalgesheim folgt ein langer Abstieg aus dem Hunsrück ins Nahetal hinab. Bei Windesheim, wo die Leitung aus südlicher in östliche Richtung abknickt, wechselt die Trassennummer.

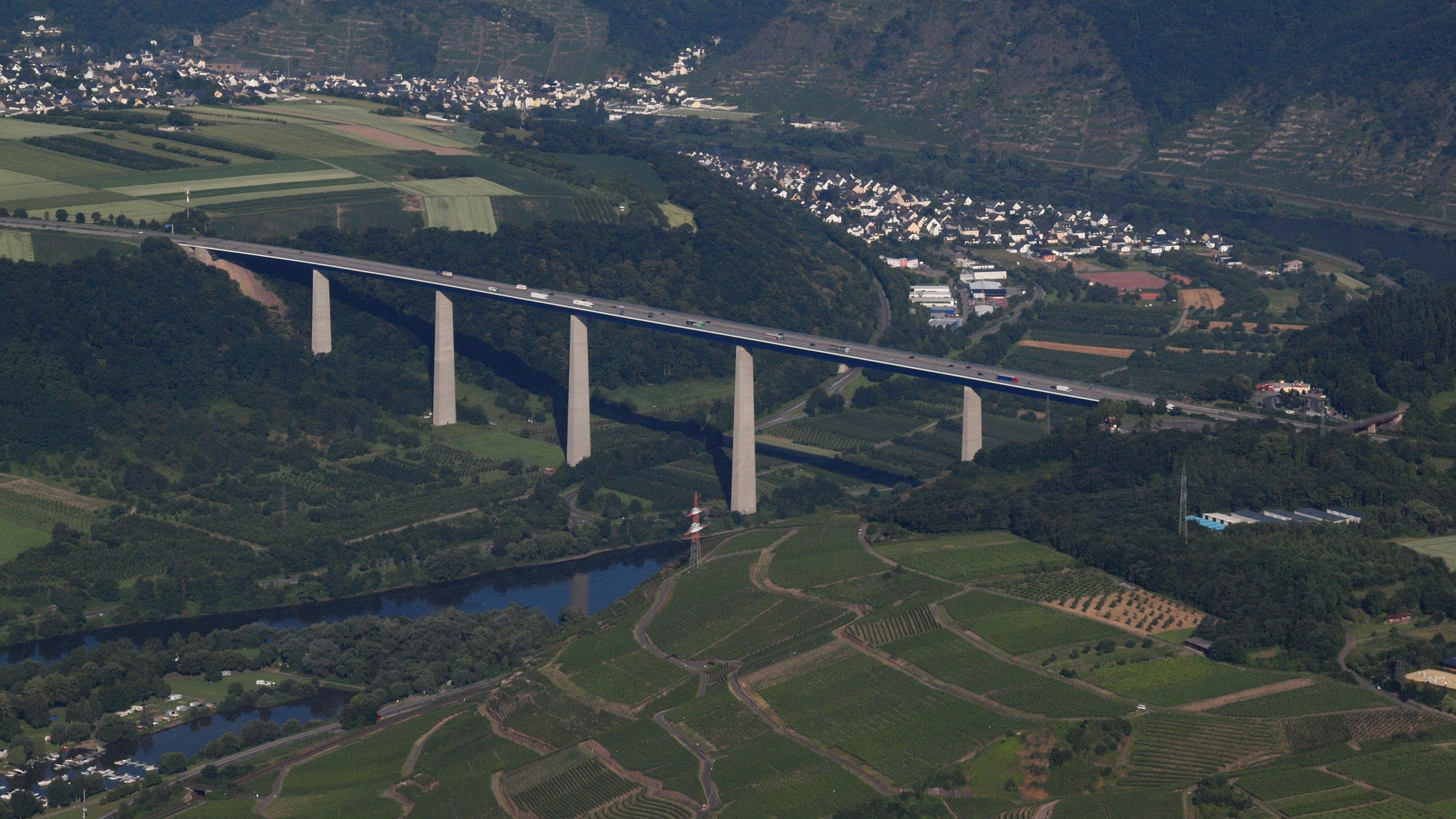
Querung des Moseltals (unten)
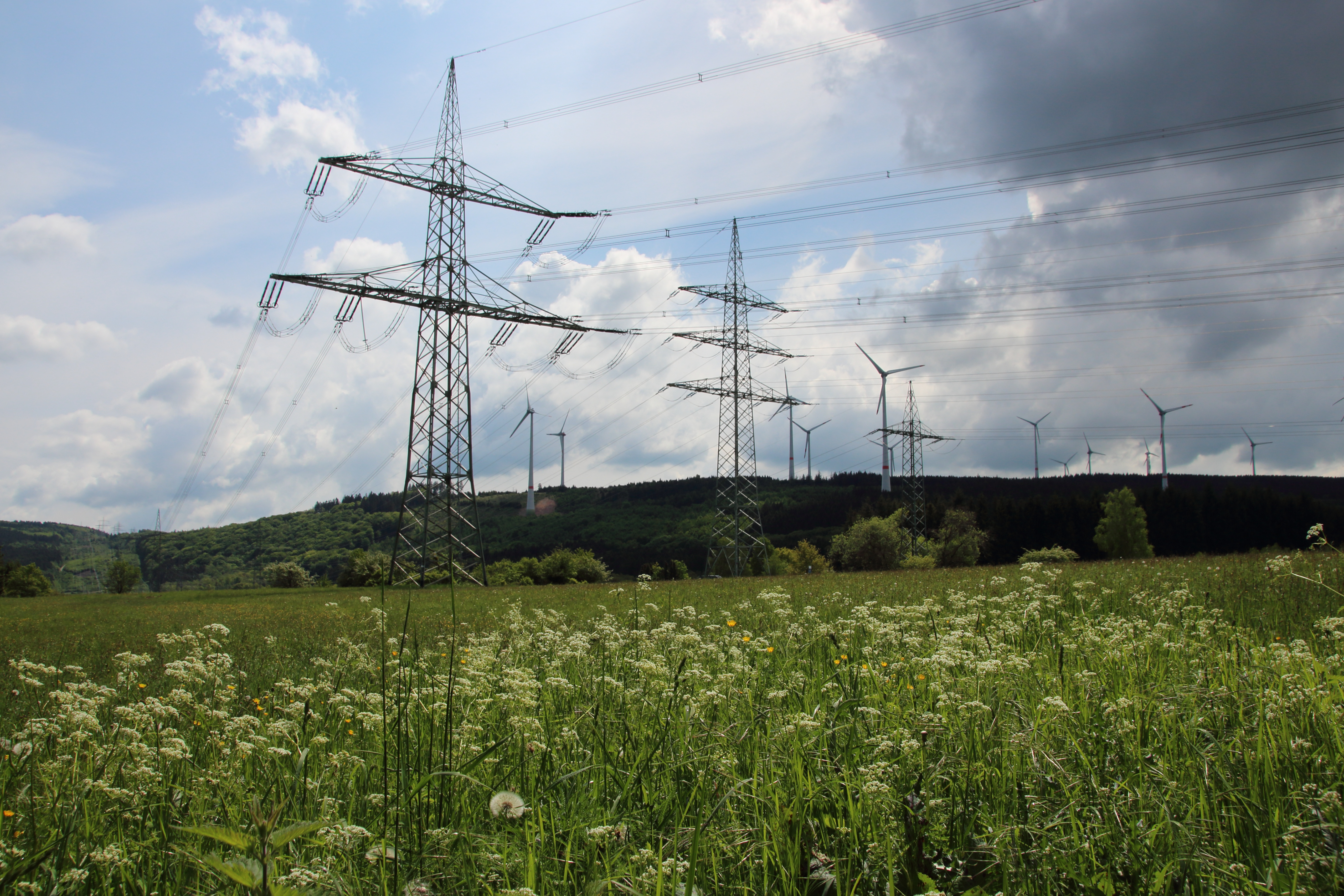
Vorm Soonwald bei Dichtelbach

### Windesheim–Mannheim-Rheinau
Ab Windesheim führt eine 220-kV-Leitung durchweg parallel zur Leitung, die ebenfalls zum Umspannwerk Mannheim-Rheinau führt. Nördlich von Bad Kreuznach wird die Nahe überspannt und in südöstliche Richtung das rheinhessische Hügelland durchquert. Nördlich von Alzey werden kurz hintereinander die BAB 61 und BAB 63 am Autobahnkreuz Alzey überquert. Nördlich von Worms überspannt die Leitung auf zwei großen Kreuzungsmasten den Rhein. Dabei wechselt das Bundesland und die Leitung erreicht Hessen. Während die Rheinkreuzung aufgrund der Verlaufsrichtung des Rheins in Ost-West-Richtung führt, folgt bis zum Umspannwerk Bürstadt im Hessischen Ried wieder ein Verlauf nach Südosten.
Im Umspannwerk Bürstadt ist die Leitung ein weiteres Mal unterbrochen. Von dem früheren, direkten Verlauf zeugt noch ein unbeseilter Mast zwischen den Leitungsverschwenkungen in die 380-kV-Schaltanlage des Umspannwerks. Es folgt ein Verlauf in einer Waldschneise, ehe bei Viernheim zweimal die BAB 6 überquert wird und die Leitung nach Baden-Württemberg wechselt. Bei Mannheim-Wallstadt trifft sie auf ein Trassenband mit mehreren Leitungen, darunter auch der Nord-Süd-Leitung, mit denen sie in nun südwestliche Richtung nach Rheinau führt. Die parallel zur BAB 6 führende Trasse überquert bei Ilvesheim den Neckar.
Das Umspannwerk Mannheim-Rheinau war bis 2019 nicht auf der 380-kV-Ebene an die Leitung angebunden, da die entsprechende Schaltanlage erst nachträglich angebaut wurde. Früher führte die Leitung daher östlich am Umspannwerk vorbei. In diesem Bereich wechselt gleichzeitig die Bauleitnummer der Trasse.

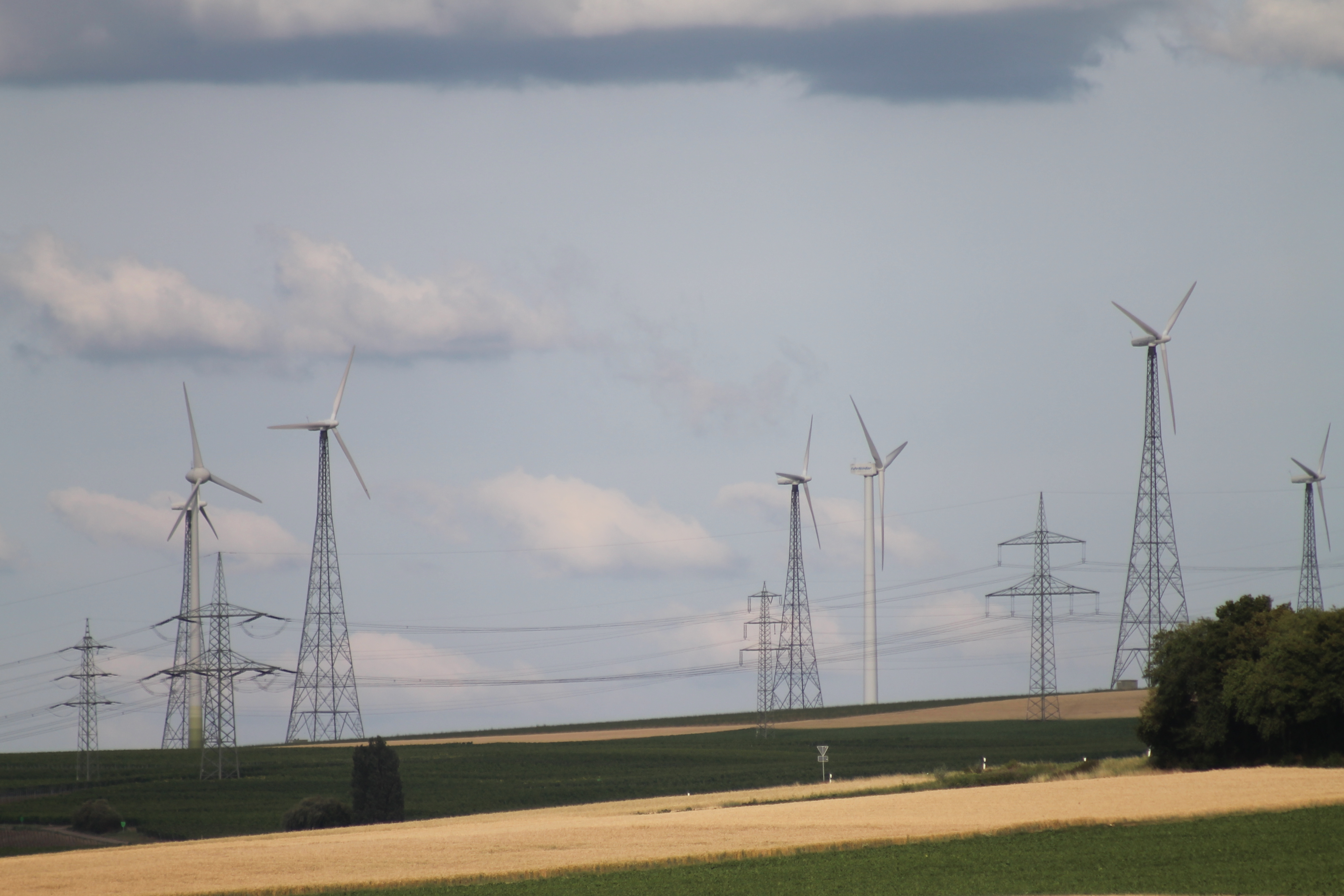
In Rheinhessen bei Hochborn
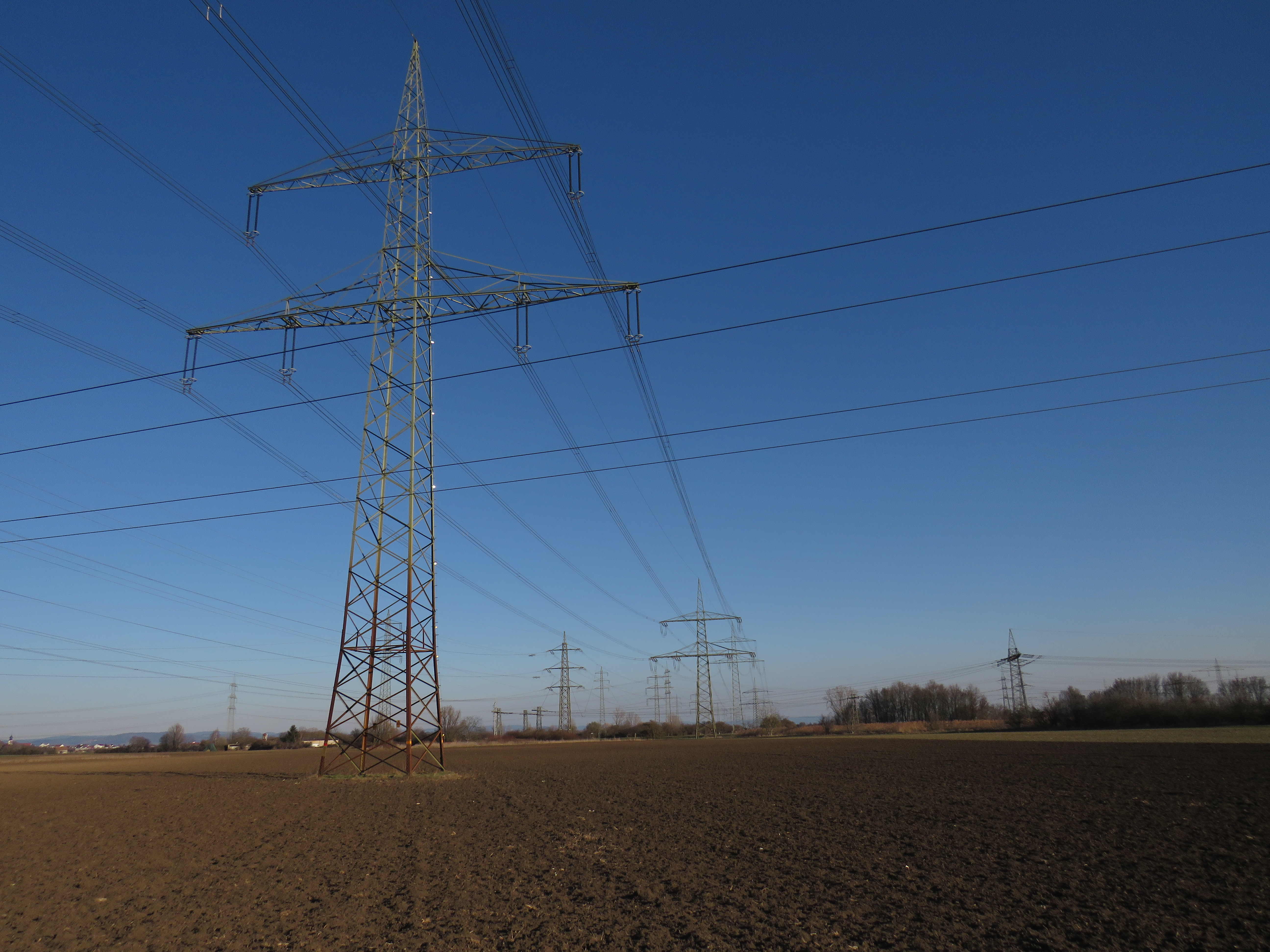
Unmittelbar nördlich des Umspannwerks Bürstadt
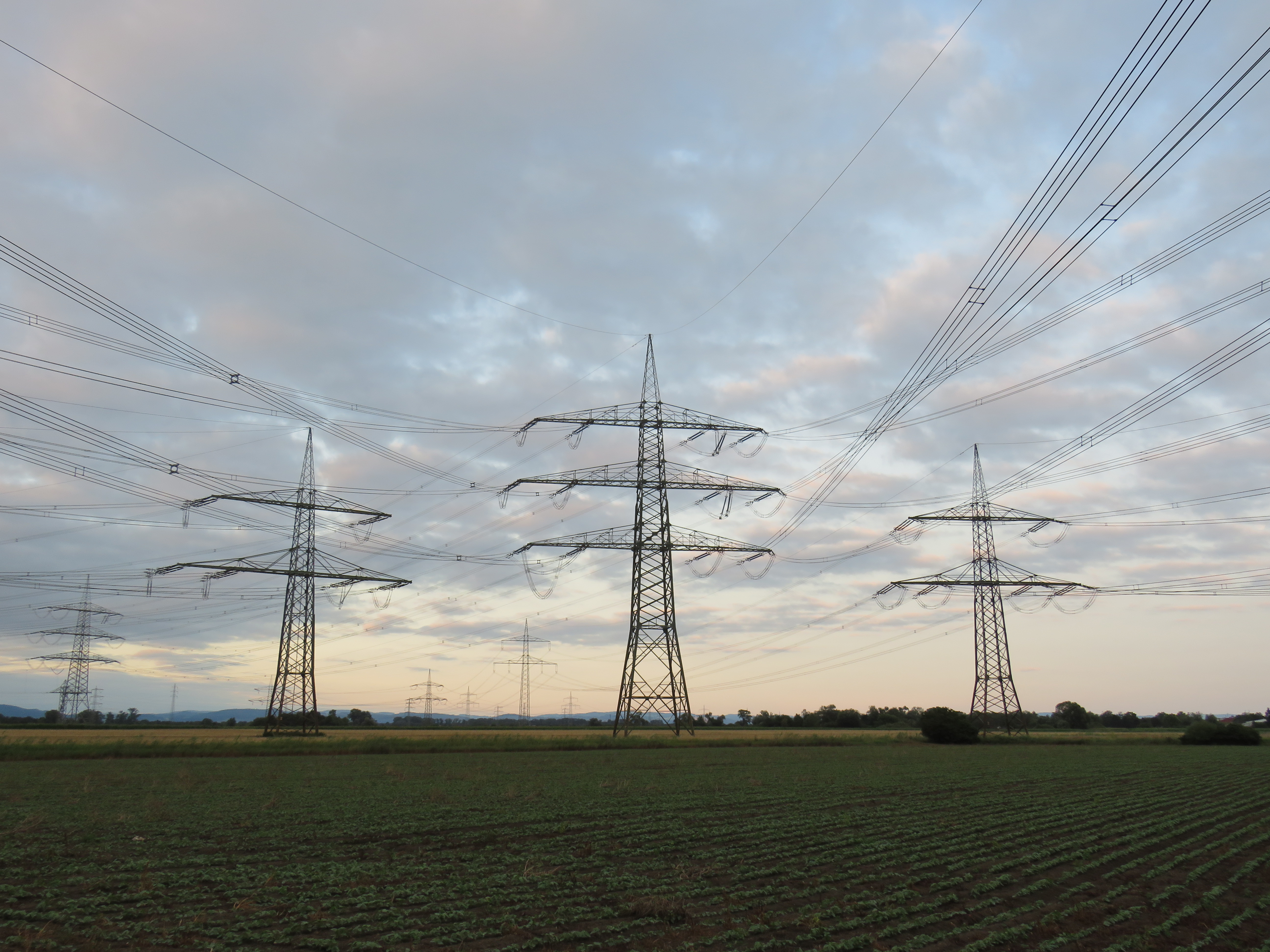
Leitungseinführung ins Umspannwerk Bürstadt: aus Richtung Weißenthurm (links) und Rheinau (rechts)
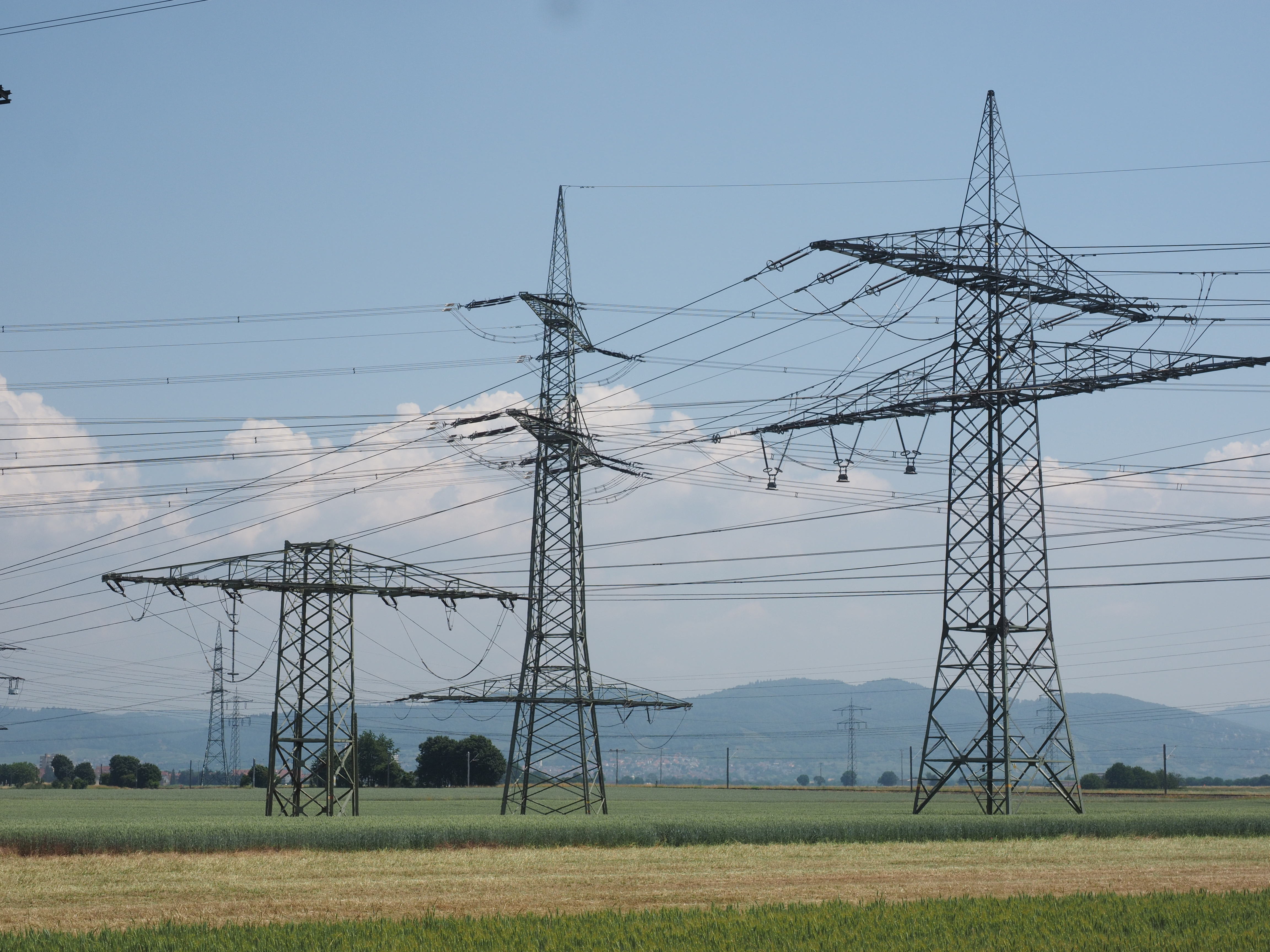
Leitung im Trassenband bei Wallstadt

### Mannheim-Rheinau–Hoheneck
Der letzte Abschnitt zum Umspannwerk Hoheneck verlässt Rheinau zunächst in südliche, dann in östliche bis südöstliche Richtung, an Schwetzingen und dem Umspannwerk Neurott der TransnetBW vorbei. In diesem Bereich führt die Leitung parallel zu Leitungen des baden-württembergischen Netzbetreibers. Sie überquert nordöstlich dieses Umspannwerks die BAB 5, dann durch Sandhausen und Wiesloch, überquert die BAB 6 und verlässt die dicht besiedelte Rhein-Neckar-Region. Aus der Oberrheinebene hinaus führt sie durch den hügeligen Kraichgau auf einer eigenen Trasse, in größerem Abstand südwestlich zur zuerst gebauten Nord-Süd-Leitung.
Ab Rauenberg dreht die Leitung wieder nach Südosten durchs Angelbachtal, führt an Eppingen vorbei und durchquert den Heuchelberg mit dem sich südlich anschließenden Zabergäu. Nördlich von Bietigheim-Bissingen überquert sie die Enz. Bei Freiberg am Neckar überquert sie die BAB 81 und mündet schließlich ins Umspannwerk Hoheneck.

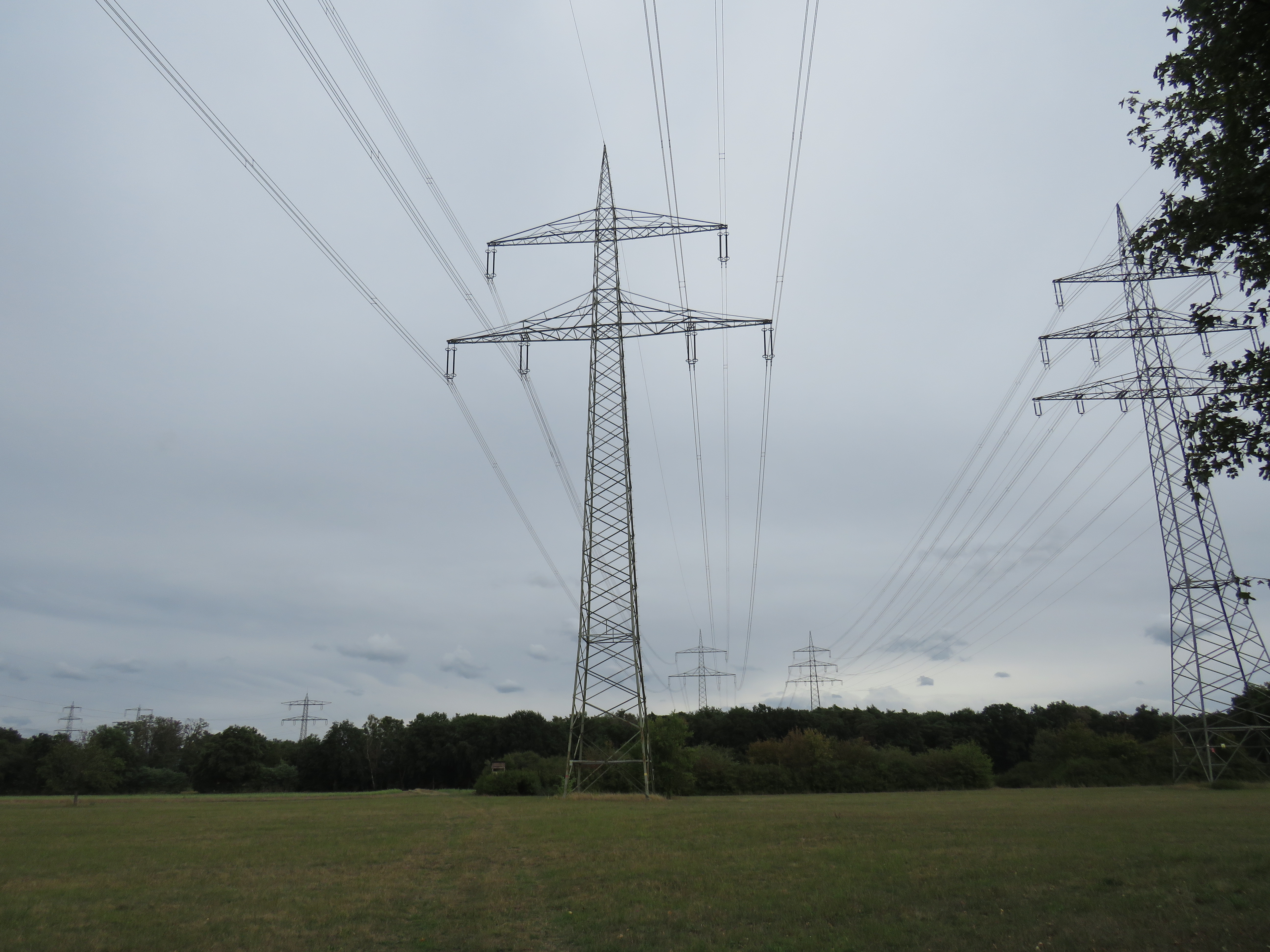
Südöstlich des Umspannwerks Rheinau
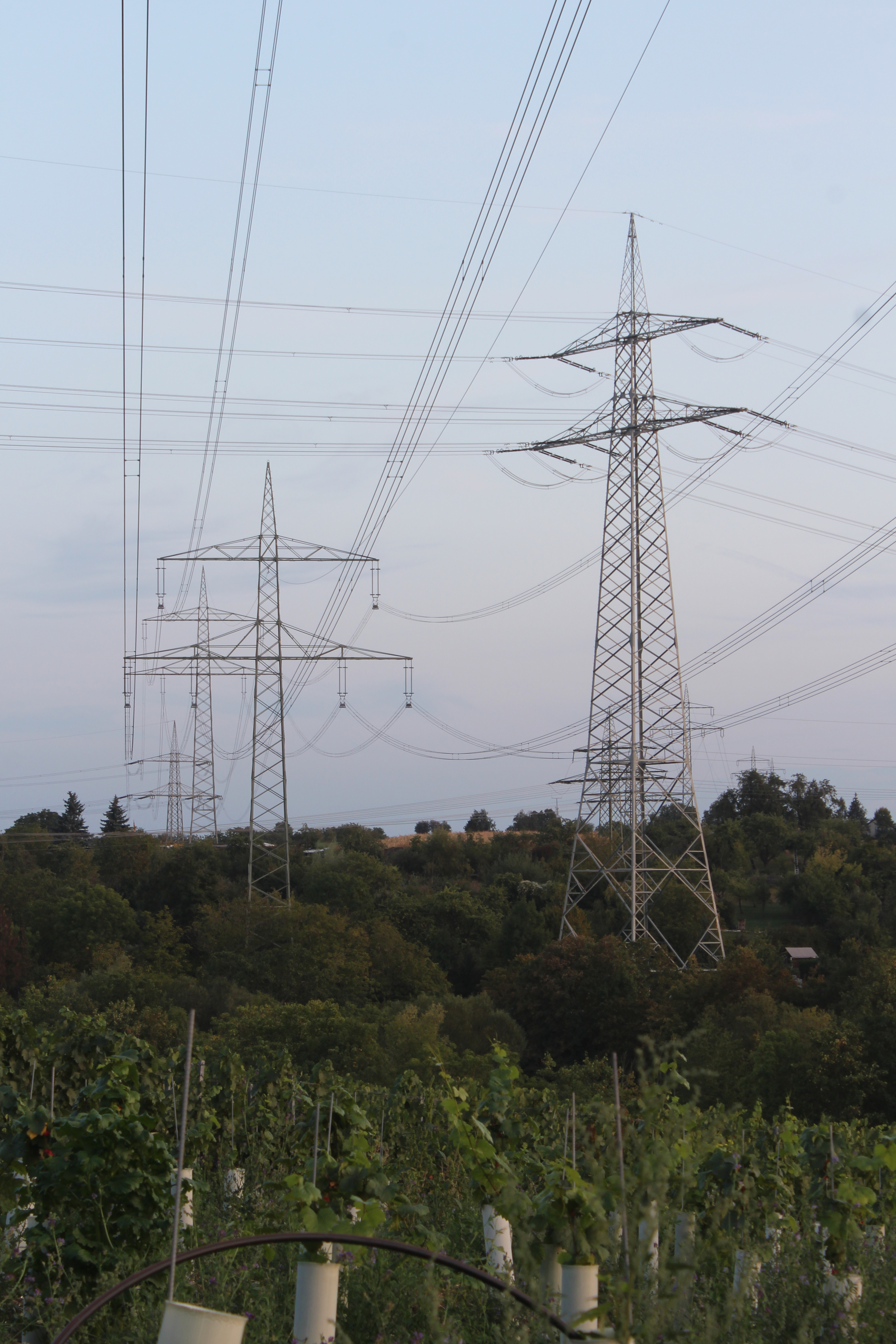
Unterquerung der 380 kV-Leitung Großgartach-Pulverdingen bei Löchgau
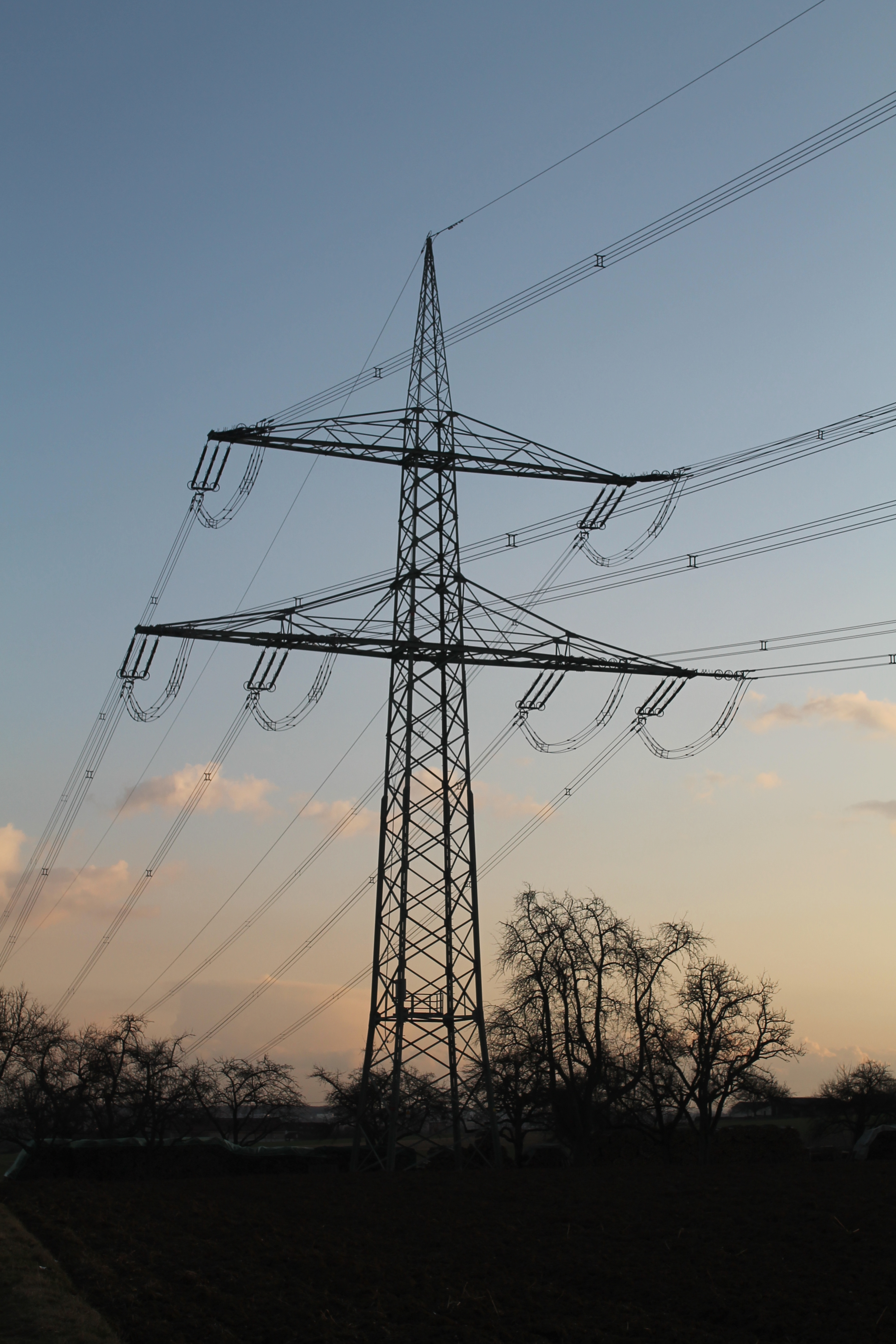
Abspannmast bei Geisingen
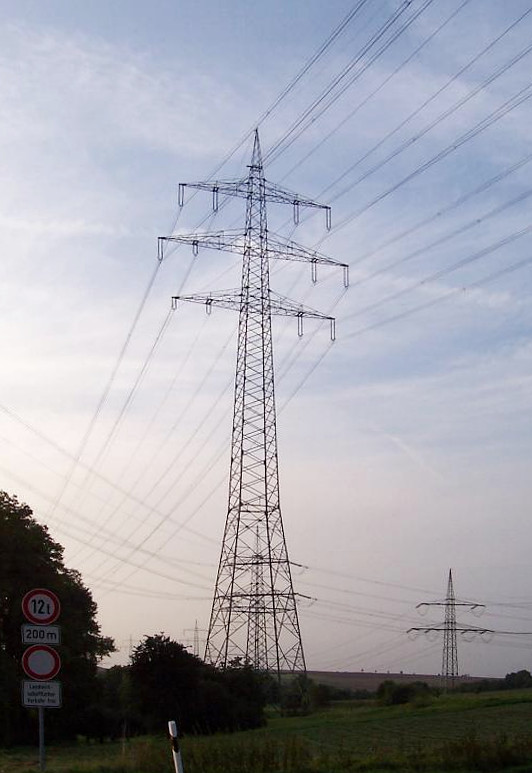
Unterquerung der 380-kV-Leitung Pulverdingen-Hoheneck mit höchstem Freileitungsmasten Baden-Württembergs („Freiberger Riese“) bei Freiberg am Neckar

### Tabellarische Übersicht
| Trasse                    | Bauleit- nummer | Bemerkungen                                                                                                |
| ------------------------- | --------------- | --- |
| Rommerskirchen–Brauweiler | 4513            | |
| Brauweiler–Koblenz        | 4511            | Unterbrechung in den Umspannwerken Sechtem und Weißenthurm, Bei Meckenheim nachträglich geänderter Verlauf |
| Koblenz–Windesheim        | 4512            | Weißenthurm–Rübenach neue Trasse                                                                           |
| Windesheim–Rheinau        | 4523            | Unterbrechung im Umspannwerk Bürstadt                                                                      |
| Rheinau–Hoheneck          | 4524            | |

## Besonderheiten
Bedingt durch den Umstand, dass die Leitung in Baden-Württemberg durch ein Gebiet führt, das von einem anderen Netzbetreiber (TransnetBW) verwaltet wird, kommt es zu zwei der seltenen Kreuzungen zweier 380-kV-Freileitungen. Die erste dieser Kreuzungen befindet sich zwischen Löchgau und Besigheim, wo die entsprechende Leitung von Großgartach nach Pulverdingen unterquert wird. Die Masten der überquerenden Leitung Großgartach-Pulverdingen haben eine Höhe von 62 Metern (Nordende) und 83 Metern (Südende der Überquerung). Die zweite besonders eindrucksvolle Kreuzung findet sich kurz vor dem Umspannwerk Hoheneck mit der Leitung Hoheneck–Pulverdingen. Der Mast am östlichen Ende des kreuzenden Spannfeldes dieser Leitung ist mit 108,5 m Höhe der höchste in Baden-Württemberg, während der Mast am westlichen Ende 79 Meter misst.